# Carios azteci
Carios azteci är en fästingart som beskrevs av Matheson 1935. Carios azteci ingår i släktet Carios och familjen mjuka fästingar. Inga underarter finns listade.